# 地崎宇三郎 (初代)
初代 地崎 宇三郎（ちざき うさぶろう、明治2年10月17日（1869年11月20日） - 昭和11年（1936年）4月2日）は、日本の実業家。富山県出身。北海道平民。土木建築請負業。地崎組の創業者。東洋コンクリート、小樽定山渓自動車道各（株）社長。鹿の湯温泉旅館（株）代表取締役。広尾電気、渡島海岸鉄道各（株）取締役。

## 家族・親族

### 地崎家
（富山県、北海道札幌市中央区南4条）
- 妻・いと（富山、岡田粂次郎妹[2]）

明治5年（1872年）8月生 - 没
- 男・2代目宇三郎（実業家、政治家）

明治30年（1897年）1月生 - 昭和26年（1951年）6月没
- 庶子男[1]（生母、新潟、伊藤ジュン[1]）
- 孫・3代目宇三郎（実業家、政治家） - 第2次大平内閣の運輸相を務めた。

大正8年（1919年）7月生 - 昭和62年（1987年）11月没
- 甥・地崎喜太郎[2]（北海道多額納税者[2]、地主[2]）

## 関連
- 地崎工業